# Macronemurus euanthe
Macronemurus euanthe är en insektsart som beskrevs av Banks 1911. Macronemurus euanthe ingår i släktet Macronemurus och familjen myrlejonsländor. Inga underarter finns listade i Catalogue of Life.